# Bo Welch
Robert W. Welch III, detto Bo (Yardley, 30 novembre 1951), è uno scenografo e regista statunitense.

## Biografia
Welch ha lavorato come scenografo in tre film di Tim Burton, Beetlejuice - Spiritello porcello, Edward mani di forbice e Batman - Il ritorno, tra i suoi lavori più celebri.
Ha fatto il suo debutto alla regia con Il gatto... e il cappello matto.

## Vita privata
Welch è sposato dal 1992 con l'attrice Catherine O'Hara, conosciuta sul set di Beetlejuice: la coppia ha due figli.

## Filmografia

### Scenografo
- Il colore viola (The Color Purple), regia di Steven Spielberg (1985)
- Le violette sono blu (Violets Are Blue), regia di Jack Fisk (1986)
- Ragazzi perduti (The Lost Boys), regia di Joel Schumacher (1987)
- Turista per caso (The Accidental Tourist), regia di Lawrence Kasdan (1988)
- Beetlejuice - Spiritello porcello (Beetlejuice), regia di Tim Burton (1988)
- Ghostbusters II - Acchiappafantasmi II (Ghostbusters II), regia di Ivan Reitman (1989)
- Edward mani di forbice (Edward Scissorhands), regia di Tim Burton (1990)
- Joe contro il vulcano (Joe Versus the Volcano), regia di John Patrick Shanley (1990)
- Grand Canyon - Il cuore della città (Grand Canyon), regia di Lawrence Kasdan (1991)
- Batman - Il ritorno (Batman Returns), regia di Tim Burton (1992)
- Wolf - La belva è fuori (Wolf), regia di Mike Nichols (1994)
- La piccola principessa (A Little Princess), regia di Alfonso Cuarón (1995)
- Piume di struzzo (The Birdcage), regia di Mike Nichols (1996)
- Men in Black, regia di Barry Sonnenfeld (1997)
- I colori della vittoria (Primary Colors), regia di Mike Nichols (1998)
- Wild Wild West, regia di Barry Sonnenfeld (1999)
- Da che pianeta vieni? (What Planet Are You From?), regia di Mike Nichols (2000)
- Men in Black II, regia di Barry Sonnenfeld (2002)
- Land of the Lost, regia di Brad Silberling (2009)
- Thor, regia di Kenneth Branagh (2011)
- Men in Black 3, regia di Barry Sonnenfeld (2012)

### Regista
- Il gatto... e il cappello matto (The Cat in the Hat, 2003)

## Riconoscimenti
- Premio Oscar
  - 1986 - candidatura alla migliore scenografia per Il colore viola
  - 1996 - candidatura alla migliore scenografia per La piccola principessa
  - 1997 - candidatura alla migliore scenografia per Piume di struzzo
  - 1998 - candidatura alla migliore scenografia per Men in Black
- BAFTA
  - 1992 - Migliore scenografia per Edward mani di forbice
- Razzie Award
  - 2004 - candidatura al peggior regista per Il gatto... e il cappello matto
- Saturn Award
  - 2012 - candidatura alla migliore scenografia per Thor